# Acer sutchuenense
Acer sutchuenense é uma espécie de árvore do gênero Acer, pertencente à família Aceraceae.